# Bruno Grandi
Bruno Grandi (Forlì, 1934. május 9. – 2019. szeptember 13.) olasz sportdiplomata, a Nemzetközi Torna Szövetség (FIG) elnöke, 1996 és 2000 között a Nemzetközi Olimpiai Bizottság tagja.

## Élete
Grandi fiatal korában tornász volt. Diplomájának megszerzése után testnevelő tanár lett, majd az olasz ifjúsági, később a felnőtt válogatott edzője. 1977-től 2000-ig az Olasz Torna Szövetség elnökeként tevékenykedett, 1996 és 2016 között a Nemzetközi Torna Szövetség elnöke volt. Az ő nevéhez fűződik a tornasport pontozási rendszerének megújítása, amely a 2004-es athéni olimpiát követően zajlott le. 2001-ben beiktatták a Nemzetközi Torna Hírességek Csarnokába (Hall of Fame), a Milánói Egyetem tiszteletbeli professzora volt.
2019. szeptember 13-án, 85 éves korában hunyt el.